# Auerpark

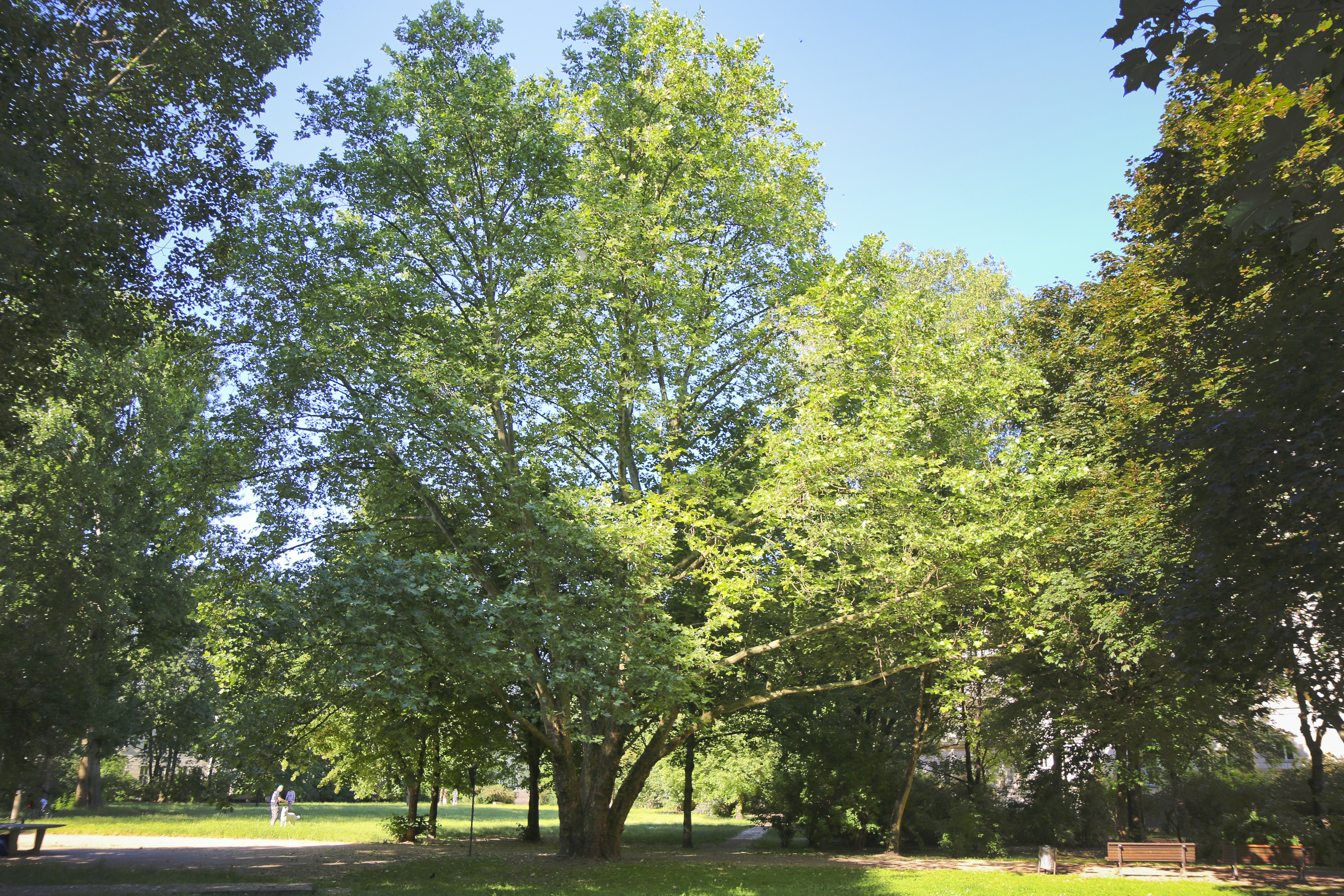
Blick auf die Anlage

Der Auerpark, auch Auerdreieck genannt, ist eine Grünanlage im Berliner Ortsteil Friedrichshain. Sie befindet sich in unmittelbarer Nähe zur Karl-Marx-Allee und wird von der Auerstraße, der Löwestraße und dem Weidenweg in Form eines Dreiecks umschlossen. Teile der Randbebauung entstanden in den 1950er Jahren beim Bau der Stalinallee und stehen heute unter Denkmalschutz.